# Kjersti Annesdatter Skomsvoldová
Kjersti Annesdatter Skomsvoldová (* 3. prosince 1979, Oslo) je norská spisovatelka. Než se začala věnovat psaní, studovala matematiku a informatiku v Trondheimu.

## Literární dílo
Proslavila se tragikomickým románem Čím jdu rychleji, tím jsem menší (Jo fortere jeg går, jo mindre er jeg, 2009, česky 2014, překlad Ondřej Vimr), kterému se okamžitě se dostalo nadšeného přijetí ze strany kritiků i čtenářů. Autorce za něj byla udělena prestižní Cena Tarjei Vesaase pro nejlepší prvotinu roku, byl přeložen do více než dvaceti jazyků včetně angličtiny, ruštiny, čínštiny, francouzštiny nebo němčiny a v lednu 2014 byla v norském Národním divadle v premiéře uvedena jeho divadelní adaptace.
Roku 2012 vydala Skomsvoldová obsáhlý autobiografický román Člověk-monstrum (Monstermenneske), tematizující život s chronickým únavovým syndromem a psaní literární prvotiny. O rok později jí vyšla sbírka básní Trochu smutná matematika (Litt trist matematikk).